# 吉田戦車
吉田 戦車（よしだ せんしゃ、1963年8月11日 - ）は、日本の漫画家。男性。岩手県水沢市（現：奥州市）出身。和光大学出身。第37回文藝春秋漫画賞受賞。妻は漫画家の伊藤理佐（お互いに再婚）。サッカー日本代表監督のイビチャ・オシムの通訳を務めた千田善は従兄。

## 経歴
- 1963年8月、岩手県水沢市（現：奥州市）に生まれる。
- 1985年、『ポップアップ』（VIC出版）でデビュー。
- 1989年、『ビッグコミックスピリッツ』（小学館）において『伝染るんです。』を連載開始（1994年に連載終了）。
- 1991年、『伝染るんです。』で第37回文藝春秋漫画賞を受賞。
- 2015年、第19回手塚治虫文化賞短編賞を受賞。

## 作風
雑誌、新聞、WEBサイト等で漫画、エッセイ、挿絵、企業のキャラクターデザイン等を手がける。一時は不条理ギャグマンガの代表的な存在とされたが、その興味の中心は、人間以外の動植物、宇宙生物、さらには非生物までが意志や言葉を持つ、童話的ともナンセンスともいえる世界にある。動物やラーメンが突然喋りだしたりする現象は、『学活!!つやつや担任』では、皆が勝手に原因を決めつける繰り返しギャグとして、『おかゆネコ』では原因不明の奇病「しゃべり病」の一言で片づけられてしまっている。ファンタスティックで楽しげな世界は幼児層との親和性も高く、『ちくちくウニウニ』のような低年齢層向け作品もある。初期はあまり自身について語ることのないタイプだったが（後書きも当初はギャグめかしていた。時おり作品に登場する本人も猫や非生物と漫才をするキャラクターである）、近年はエッセイマンガ、さらにはエッセイも手掛けている。

### 不条理ギャグ
マンガ解説者の南信長は著書において、吉田戦車の作風が不条理ギャグというジャンルの確立に寄与し、他の漫画家とともに1990年代前半の不条理ギャグブームを支えたとしている。
南は、吉田戦車の作風には「異質なもの同士の出会いによる違和感、動物や無生物の擬人化による異世界感」があるとし、吉田戦車の作風からは「我々が認識している現実がぐにゃりと曲げられるような奇妙な感覚」や、「幼児がTPOもわきまえずに意味不明な発言をするように、脈絡のないナンセンスな展開で、どう反応していいのか分からなくなる」といった「ある種の居心地の悪さ」を感得するという。南は、このような居心地の悪さを笑いに変えた吉田戦車の作風が不条理ギャグと呼ばれるようになったとしており、1990年代前半の不条理ギャグブームを支えた作家として吉田戦車、中川いさみ、朝倉世界一、榎本俊二、和田ラヂヲらを挙げている。
南は、これらの「才能」が吉田戦車の登場と相前後して同時多発的に生まれてきたとし、お互いにほぼ同世代であるこれらの作家の活躍が相乗効果を生み、不条理ギャグというジャンルが確立されたとしている。

## ペンネームについて
『戦え!軍人くん』第一巻のあとがきによると、「友人がつけてくれた」とのこと。それに続けて「戦車とゆー名前は割と気にいっているし、（周囲の）評判もいいのだけど、ミリタリーもんに興味があるわけじゃねーんだよということをここで言っておきたい」とも述べており、ミリタリーファンゆえに名付けたペンネームというわけではないことを主張している。朝倉世界一も同じ友人による命名である。

## 作品リスト
凡例
- 2017年3月現在。
- 各作品の詳細等についてはリンク先の記事を参照のこと。
- 発行所、初出掲載は発行当時の名称を記載している。
- 文庫版と新装版の表記については原版と同名称で発行した作品のみ記載している。新たな名称が付けられて発行された作品は原版扱い(細字)としている。
- デフォルトでの表記は作品を関係毎にまとめ、発行年順としている。他列でのソート後にデフォルトの順へと戻すには、最左列を利用する。

### 漫画単行本
|    | 作品(原版)               | 巻数   | 初版発行年      | 発行所                                  | 備考 | 文庫版                         | 新装版                                                  | 初出掲載                                        |
| -- | ------------------------ | ------ | --------------- | --------------------------------------- | --- | ------------------------------ | ------------------------------------------------------- | ----------------------------------------------- |
| 1  | 戦え!軍人くん            | 全2巻  | 1989年 1990年   | スコラ                                  | 短編集 | 全1巻 1996年、スコラ           | 全1巻 2000年、ソニー・マガジンズ                        | コミックバーガー、他                            |
| 2  | 甘えんじゃねぇよ!        | 全1巻  | 1995年          | スコラ                                  | 『戦え!軍人くん』に収録されていた「甘えんじゃねぇよ」をまとめ、再編集した単行本。                                                  | 全1巻 1999年、筑摩書房         | 全1巻 2000年、ソニー・マガジンズ                        | スコラ                                          |
| 3  | 鋼の人                   | 全1巻  | 1989年          | 白泉社                                  | 短編集 |                                |                                                         | コミック・ボーイ、他                            |
| 4  | くすぐり様               | 全1巻  | 1989年          | 白泉社                                  | 短編集 |                                |                                                         | 劇画ジャンプ、他                                |
| 5  | 酢屋の銀次               | 全1巻  | 1998年          | 白泉社                                  | 『鋼の人』、『くすぐり様』を1冊にまとめ、再編集した文庫本。                                                                        |                                |                                                         |                                                 |
| 6  | 伝染るんです。           | 全5巻  | 1990年 - 1994年 | 小学館                                  | | 全5巻 1998年 - 1999年、小学館  |                                                         | 週刊ビッグコミックスピリッツ                    |
| 7  | いじめてくん             | 全1巻  | 1991年          | スコラ                                  | | 全1巻 2001年、筑摩書房         | 全1巻 2000年、ソニー・マガジンズ                        | コミックバーガー                                |
| 8  | タイヤ                   | 全1巻  | 1992年          | マガジンハウス                          | 短編集 | 全1巻 2000年、筑摩書房         | 全1巻 2010年、マガジンハウス                            | ビッグコミックスピリッツ増刊号、他              |
| 9  | ちくちくウニウニ         | 全1巻  | 1992年          | 小学館                                  | |                                |                                                         | 週刊少年サンデー                                |
| 10 | 超ちくちくウニウニ       | 全1巻  | 1995年          | 小学館                                  | |                                |                                                         | 週刊少年サンデー                                |
| 11 | ちくちくウニウニ 全      | 全1巻  | 2003年          | 小学館                                  | 『ちくちくウニウニ』、『超ちくちくウニウニ』を1冊にまとめ、再編集した単行本。                                                      |                                |                                                         |                                                 |
| 12 | 火星田マチ子             | 全1巻  | 1993年          | スコラ                                  | | 全1巻 2001年、筑摩書房         | 全1巻 2000年、ソニー・マガジンズ                        | コミックバーガー                                |
| 13 | はまり道                 | 全1巻  | 1994年          | アスキー                                | |                                |                                                         | 週刊ファミコン通信                              |
| 14 | ゴッドボンボン           | 全1巻  | 1997年          | アスキー                                | |                                |                                                         | 週刊ファミコン通信、他                          |
| 15 | ニューはまり道           | 全1巻  | 2000年          | アスキー                                | |                                |                                                         | 週刊ファミ通、他                                |
| 16 | 吉田戦車のゲーム漫画大全 | 全2巻  | 2004年          | エンターブレイン                        | 『はまり道』、『ゴッドボンボン』、『ニューはまり道』を2冊にまとめ、再編集した単行本。 巻数は第1巻が"兄"、第2巻が"弟"となっている。 |                                |                                                         |                                                 |
| 17 | 火星ルンバ               | 全1巻  | 1995年          | スコラ                                  | | 全1巻 2002年、筑摩書房         | 全1巻 2000年、ソニー・マガジンズ                        | コミックバーガー                                |
| 18 | ぷりぷり県               | 全5巻  | 1995年 - 1998年 | 小学館                                  | | 全4巻 2012年、小学館           |                                                         | 週刊ビッグコミックスピリッツ                    |
| 19 | 若い山賊                 | 全1巻  | 1996年          | 双葉社                                  | 短編集 |                                |                                                         | WEEKLY漫画アクション、他                        |
| 20 | 象の怒り                 | 全1巻  | 2002年          | エンターブレイン                        | |                                |                                                         | 月刊コミックビーム                              |
| 21 | 象の怒り 若い山賊        | 全1巻  | 2008年          | エンターブレイン                        | 『象の怒り』、『若い山賊』を1冊にまとめ、再編集した文庫本。                                                                        |                                |                                                         |                                                 |
| 22 | 一生懸命機械             | 全2巻  | 1996年 1999年   | 小学館                                  | 短編集 |                                |                                                         | ビッグコミックスピリッツ21、他                  |
| 23 | 一生懸命機械 全          | 全1巻  | 2003年          | 小学館                                  | 『一生懸命機械』全2巻を1冊にまとめ、再編集した単行本。                                                                             |                                |                                                         |                                                 |
| 24 | 歯ぎしり球団             | 全1巻  | 1997年          | スコラ                                  | |                                | 全1巻 2000年、ソニー・マガジンズ 全1巻 2005年、太田出版 | コミックバーガー、他                            |
| 25 | 油断ちゃん               | 全1巻  | 1999年          | 講談社                                  | |                                |                                                         | モーニング                                      |
| 26 | スカートさん             | 全2巻  | 2000年 2002年   | 第1巻：ソニー・マガジンズ 第2巻：幻冬舎 | | 全1巻 2008年、エンターブレイン |                                                         | 月刊コミックバーズ、他                          |
| 27 | 学活!!つやつや担任       | 全2巻  | 2001年          | 小学館                                  | 巻数は第1巻が"A"、第2巻が"B"となっている。                                                                                         |                                |                                                         | 週刊ビッグコミックスピリッツ                    |
| 28 | 武侠さるかに合戦         | 全2巻  | 2003年 2004年   | エンターブレイン                        | 巻数は第1巻が"天の巻"、第2巻が"地の巻"となっている。                                                                               | 全1巻 2008年、エンターブレイン |                                                         | 月刊コミックビーム                              |
| 29 | 殴るぞ                   | 全11巻 | 2002年 - 2006年 | 小学館                                  | |                                |                                                         | 週刊ビッグコミックスピリッツ                    |
| 30 | 山田シリーズ             | 全2巻  | 2004年          | 小学館                                  | |                                |                                                         | 週刊ビッグコミックスピリッツ増刊号 MANPUKU!、他 |
| 31 | サマータンク             | 全1巻  | 2005年          | 講談社                                  | |                                |                                                         | イブニング、他                                  |
| 32 | スポーツポン             | 全5巻  | 2007年 - 2009年 | 小学館                                  | |                                |                                                         | 週刊ビッグコミックスピリッツ、他                |
| 33 | 吉田戦車の漫かき道       | 全1巻  | 2008年          | エンターブレイン                        | 短編集 |                                |                                                         | COMIC CUE、他                                   |
| 34 | フロマンガ               | 全4巻  | 2006年 - 2009年 | 小学館                                  | |                                |                                                         | ビッグコミックオリジナル、他                    |
| 35 | 出前姫 民話ボンボン      | 全1巻  | 2010年          | エンターブレイン                        | |                                |                                                         | 月刊コミックビーム                              |
| 36 | まんが親                 | 全5巻  | 2011年 - 2017年 | 小学館                                  | ビッグコミックオリジナルにて連載。 第2巻にビッグコミックオリジナル増刊号にて連載中の『吉田戦車のフロマンガ』も収録。               |                                |                                                         | ビッグコミックオリジナル、他                    |
| 37 | ひらけ相合傘             | 全2巻  | 2012年          | 小学館                                  | 巻数は第1巻が"赤"、第2巻が"白"となっている。                                                                                       |                                |                                                         | 週刊ビッグコミックスピリッツ                    |
| 38 | おかゆネコ               | 全7巻  | 2013年 - 2016年 | 小学館                                  | 週刊ビッグコミックスピリッツにて連載。                                                                                             |                                |                                                         | 週刊ビッグコミックスピリッツ                    |
| 39 | 忍風! 肉とめし           | 全3巻  | 2017年 - 2019年 | 小学館                                  | 世界観は「ぷりぷり県」と共通。同作の続編としても扱われている。                                                                     |                                |                                                         | 週刊ビッグコミックスピリッツ                    |

### 書籍
|    | 作品(原版)       | 巻数  | 初版発行年 | 発行所           | 備考                                | 文庫版                 | 新装版 | 初出掲載                   |
| -- | ---------------- | ----- | ---------- | ---------------- | ----------------------------------- | ---------------------- | ------ | -------------------------- |
| 1  | たのもしき日本語 | 全1巻 | 1994年     | 角川書店         | 川崎ぶらとの共著 対談形式のエッセイ | 全1巻 2001年、角川書店 |        | 月刊カドカワ               |
| 2  | 失敗成功中ぐらい | 全1巻 | 1996年     | 角川書店         | 川崎ぶらとの共著 対談形式のエッセイ |                        |        | 月刊カドカワ               |
| 3  | 吉田自転車       | 全1巻 | 2002年     | 講談社           | エッセイ、紀行文                    | 全1巻 2006年、講談社   |        | Web現代                    |
| 4  | 吉田電車         | 全1巻 | 2003年     | 講談社           | エッセイ、紀行文                    | 全1巻 2007年、講談社   |        | Web現代、他                |
| 5  | エハイク         | 全1巻 | 2004年     | フリースタイル   | 俳句とエッセイ                      |                        |        | ほぼ日刊イトイ新聞         |
| 6  | 惡い笛 エハイク2 | 全1巻 | 2004年     | フリースタイル   | 俳句とエッセイ                      |                        |        | ほぼ日刊イトイ新聞         |
| 7  | なめこインサマー | 全1巻 | 2005年     | 太田出版         | エッセイ集                          | 全1巻 2008年、講談社   |        | エアーニッポン機内誌、他   |
| 8  | 吉田観覧車       | 全1巻 | 2006年     | 講談社           | エッセイ、紀行文                    | 全1巻 2009年、講談社   |        | MouRa                      |
| 9  | 戦車映画         | 全1巻 | 2006年     | 小学館           | 映画作品についてのエッセイ          |                        |        | ビッグコミックスペリオール |
| 10 | エハイク紀行     | 全1巻 | 2008年     | 講談社           | 俳句とエッセイ                      |                        |        | ほぼ日刊イトイ新聞         |
| 11 | 逃避めし         | 全1巻 | 2011年     | イースト・プレス | 料理についてのエッセイ              |                        |        | ほぼ日刊イトイ新聞         |
| 12 | 日本語を使う日々 | 全1巻 | 2012年     | 小学館           | 日本語についてのエッセイ            |                        |        | Web日本語                  |

### 絵本
- あかちゃん もってる（2011年、河出書房新社）
- 走れ! みかんのかわ（2017年、河出書房新社）

### 作詞
- ツルラのテーマ、かわいい流れ蛸（1997年、たまのアルバム「パルテノン銀座通り」に収録）
- からだ☆ダンダン（2019年、NHK『おかあさんといっしょ』番組内の体操の歌）[9][10]

### その他
- 小学館発行の任天堂ゲームの攻略本（『スーパーマリオワールド』等）に4コマ漫画を描き下ろす（後に『はまり道』等の単行本に一部収録）。
- 高見映著、丸善メイツ発行『ノッポさんのドクトルふくろうの処方箋』の挿絵を担当（1992年）
- NHK教育の『まんが日本史』にてキャラクターデザインを担当（1992年）
- 石川銀行のキャラクターデザインを担当。キャラクター名は「ガンバルくん」（1997年）
- 音楽バンド たまの8thアルバム「パルテノン銀座通り」（『ぷりぷり県』のイメージアルバム）に作詞、コーラスで参加（1997年）
- NHKの情報番組『ものしり一夜づけ』の題字とイラストを担当（2003年）
- ニフティ特設サイト『ウイルスの恐怖展』に4コマ漫画「それいけ!!新型ウイルス君」を描き下ろす（後に『吉田戦車の漫かき道』に収録）（2004年）
- 読売新聞（土曜朝刊）にて連載された中沢新一著の小説『無人島のミミ』の題字と挿絵を担当（2007年 - 2008年）
- トヨタファイナンスの「おサイフくんQUICPay」のキャラクターデザインを担当。キャラクター名は「おサイフ」（2008年）
- 『マンガ百花繚乱-いわての漫画家50の表現-展』に 『ぷりぷり県』、『殴るぞ』、『スポーツポン』の原画、『伝染るんです。』関係のカラーイラストの原画を展示。ポスター、チラシも担当（2009年）
- 岩手県出身の落語家 桂枝太郎の真打昇進時、手ぬぐいと幕にイラストを寄稿（2009年）
- 河出書房新社発行『KAWADE夢ムック 文藝別冊 総特集 吉田戦車』に著名人との対談、インタビュー等が掲載されている（2009年）
- 太田出版発行『クイック・ジャパン vol.85』に楳図かずおとの対談等が掲載されている（2009年）
- ブルボン小林著、筑摩書房発行、文庫版『ジュ・ゲーム・モア・ノン・プリュ』の解説を担当（2009年）
- 『私の龍馬イラスト展 IN ハウステンボス』に坂本龍馬のイラストを寄稿（2010年）
- 第3回したまちコメディ映画祭in台東のメインビジュアルを担当（2010年）
- 東海林さだお著、文春文庫発行『パイナップルの丸かじり』の解説を担当（2010年）
- 岩手日報社発行『コミックいわて』（2011年）、『コミックいわて2』（2012年）に描き下ろし漫画を掲載
- 音楽バンド くるりのライブツアー「くるり ニューアルバム発売記念ツアー ～言葉にならしまへん、笑顔を見しとくれやしまへんやろか～」の先行予約特典チケット等のイラストを担当（2011年）
- 赤坂憲雄他著、イースト・プレス発行『「東北」再生』の装画を担当（2011年）
- フリースタイル発行『フリースタイル vol.16』の特集「READING LIKE A CHILD くりかえし読む一冊の本」に篠原勝之著「人生はデーヤモンド」について寄稿している（2011年）
- 電子書籍「AiR （エア）」の第2号より『ニュー吉田自転車』を掲載(2011年 - )
- 長嶋有原作、光文社発行『長嶋有漫画化計画』に「ジャージの二人」の漫画を寄稿（2012年）
- 『WE LOVE KOKESHI!展 at 西田記念館 －こけしが好き 東北が好き－ 戦前から現代まで クリエイターの伝統こけし愛』に絵付けをしたこけしを展示（2012年）
- webコミックサイト『やわらかスピリッツ』のマスコットのナマズのイラストを担当（2012年）
- 松尾スズキの新聞小説『私はテレビに出たかった』のイラストを担当（2012年12月 - ）
- タカラトミーのトレーディングカードゲーム『デュエル・マスターズ』のカードイラストを担当（2012年）
- 山善 洗えるサーキュレーターシリーズ テレビCM（2023年6月 - ）[11][12]
- 奥州市公式マスコットキャラクターをデザイン。キャラクター名は「おうしゅうたろう」（2024年）[13]

など

### 連載中の作品
吉田戦車のフロマンガ
- 2002年 - 、ビッグコミックオリジナル増刊号

出かけ親 漫画家 屋外活動覚え帳
- 2017年 - 、ビッグコミックオリジナル

かわうそセブン
- 2021年4月3日 - 、東京新聞朝刊

## 関連番組
- BSマンガ夜話「伝染るんです」（1998年2月23日 NHK BS2） - ゲストは大槻ケンヂ、濱田マリ、飯星景子（本人出演なし）
- 課外授業 ようこそ先輩「ありえねぇ!のススメ」（2002年9月2日 NHK Eテレ） - 小学生を相手に特別授業を行う。

## 関連書籍
- 斎藤環『文脈病 ラカン・ベイトソン・マトゥラーナ』青土社、1998年9月。ISBN 978-4-791-75659-9。 - 吉田についての評論がある。著者は岩手県出身の精神科医。